# 146268 Jennipolakis
146268 Jennipolakis este un asteroid din centura principală de asteroizi.

## Descriere
146268 Jennipolakis este un asteroid din centura principală de asteroizi. A fost descoperit pe 16 februarie 2001 la Junk Bond Observatory de David Healy (astronom). Asteroidul prezintă o orbită caracterizată de o semiaxă mare de 2,30 ua, o excentricitate de 0,15 și o înclinație de 3,3° în raport cu ecliptica.